# 枩浦潟達也
松浦潟 達也（まつらがた たつや、1915年5月27日 - 1945年3月10日頃）は、佐賀県東松浦郡名古屋村馬渡島（現・唐津市鎮西町馬渡島）出身の大相撲力士。本名は牧山 強臣（まきやま つよみ）。

## 来歴
1930年1月場所に錦島部屋から初土俵を踏む。四股名は出身地の松浦潟（唐津湾）に由来する。1938年1月からは「大蛇潟（おろちがた）」の四股名で新入幕を果たすが、負け越して1場所で十両陥落となる。このままでは伸び悩むと判断したことから、四股名を「枩浦潟」に戻し、1940年1月場所で再入幕。このとき、独立した能代潟錦作と共に立田山部屋へ移籍した。
折しも時代は太平洋戦争へと突入し、若手の力士たちも次々に戦場へ召集されていったが、枩浦潟は大相撲に必要不可欠な存在として兵役を免除され、戦時中にあっても現役の力士として活躍を続けた。1941年5月場所には西前頭2枚目で、相手方の3大関に敗れただけの12勝3敗の好成績を挙げ、1942年1月場所で小結に昇進した。1943年5月場所では5日目に照國、7日目に安藝ノ海から金星を挙げたが、終盤5連敗して7勝8敗と負け越した。
色白の美男力士として女性からの人気も高く、その後も幕内上位で活躍を続けていたが、彼の相撲人生は無残にも1945年3月10日の東京大空襲によって断たれることとなった。この日、枩浦潟は大空襲の中、本所千歳町の自宅付近で近所の住民と消火作業を行っていたが、自宅が炎に包まれたために消火作業を諦め、妻と荷車を曳いて深川の方向へ逃げて行ったという。これを最後に枩浦潟の生きている姿を見た者はおらず、恐らくは当日のうちに焼死したものと推測され、記録上も昭和20年（1945年）3月10日付で死亡認定がされている。
現在に至るまで枩浦潟の遺体は確認されていないが、大空襲から数日後に深川方面で犠牲者たちの遺体の処理にあたっていた警防団の一人が「そういえば大きな仏さん（遺体）があったよ」と証言しており、あるいはその遺体が枩浦潟だったのではないかとも言われているが、その遺体が実際に本人であったかどうかは身元を確認する術もなく、遺体がどこでどのように処理されたかも分かっていない。29歳没。東京大空襲では枩浦潟の他に豊嶌雅男、西岩、さらに1937年に廃業してから世話人に転向していた琴ヶ浦善治郎も大相撲関係の犠牲者に数えられている。

## 主な成績
- 通算成績：176勝160敗9休 勝率.524
- 幕内成績：79勝85敗4休 勝率.482
- 現役在位：38場所
- 幕内在位：12場所
- 三役在位：1場所（小結1場所）
- 金星：2個（安藝ノ海1個・照國1個）

### 場所別成績
| 1930年 （昭和5年） | （前相撲）         | （前相撲）         | （前相撲）         | （前相撲）         |
| 1931年 （昭和6年） | （前相撲）         | 序ノ口 0–1         | 西序ノ口3枚目 1–5  | 西序ノ口3枚目 5–1  |
| 1932年 （昭和7年） | 西三段目42枚目 3–5 | 西三段目42枚目 6–4 | 西三段目31枚目 4–2 | 西三段目31枚目 5–1 |
| 1933年 （昭和8年） | 西三段目4枚目 3–3  | x                  | 東三段目3枚目 2–5  | x                  |
| 1934年 （昭和9年） | 西三段目16枚目 3–3 | x                  | 西三段目10枚目 5–1 | x                  |
| 1935年 （昭和10年） | 東幕下17枚目 8–3   | x                  | 東幕下5枚目 7–4    | x                  |
| 1936年 （昭和11年） | 東十両11枚目 6–5   | x                  | 西十両7枚目 6–5    | x                  |
| 1937年 （昭和12年） | 西十両3枚目 6–5    | x                  | 東十両筆頭 8–5     | x                  |
| 1938年 （昭和13年） | 西前頭13枚目 5–8   | x                  | 東十両筆頭 6–7     | x                  |
| 1939年 （昭和14年） | 東十両3枚目 7–6    | x                  | 西十両筆頭 6–4–5   | x                  |
| 1940年 （昭和15年） | 東前頭19枚目 8–7   | x                  | 東前頭11枚目 6–9   | x                  |
| 1941年 （昭和16年） | 西前頭10枚目 8–7   | x                  | 西前頭2枚目 12–3   | x                  |
| 1942年 （昭和17年） | 東小結 6–9         | x                  | 東前頭4枚目 6–9    | x                  |
| 1943年 （昭和18年） | 西前頭6枚目 8–7    | x                  | 東前頭4枚目 7–8 ★  | x                  |
| 1944年 （昭和19年） | 西前頭3枚目 7–8    | x                  | 東前頭6枚目 6–4    | 東前頭3枚目 0–6–4  |
| 各欄の数字は、「勝ち-負け-休場」を示す。 優勝 引退 休場 十両 幕下 三賞：敢=敢闘賞、殊=殊勲賞、技=技能賞 その他：★=金星 番付階級：幕内 - 十両 - 幕下 - 三段目 - 序二段 - 序ノ口 幕内序列：横綱 - 大関 - 関脇 - 小結 - 前頭（「#数字」は各位内の序列） |                    |                    |                    |                    |

- 1932年1月番付（春秋園事件による番付編成変更前）では序二段東12枚目
- 1945年3月10日未明の空襲で消息不明

### 幕内対戦成績
| 力士名   | 勝数 | 負数 | 力士名   | 勝数 | 負数 | 力士名         | 勝数 | 負数 | 力士名 | 勝数 | 負数 |
| -------- | ---- | ---- | -------- | ---- | ---- | -------------- | ---- | ---- | ------ | ---- | ---- |
| 安藝ノ海 | 1    | 7    | 東冨士   | 0    | 1    | 綾昇           | 2    | 3    | 綾若   | 1    | 0    |
| 一渡     | 2    | 0    | 五ツ嶋   | 1    | 2    | 射水川         | 1    | 0    | 大浪   | 0    | 1    |
| 大ノ森   | 0    | 1    | 笠置山   | 3    | 3    | 鹿嶋洋         | 5    | 3    | 金湊   | 0    | 1    |
| 九州山   | 3    | 1    | 清美川   | 2    | 1    | 錦華山         | 1    | 0    | 小嶋川 | 0    | 1    |
| 駒ノ里   | 1    | 1    | 相模川   | 3    | 4    | 櫻錦           | 5    | 4    | 汐ノ海 | 0    | 3    |
| 四海波   | 0    | 1    | 神東山   | 1    | 3    | 駿河海         | 1    | 0    | 大邱山 | 2    | 0    |
| 髙登     | 0    | 1    | 武ノ里   | 3    | 0    | 太刀若         | 0    | 1    | 照國   | 1    | 4    |
| 出羽ノ花 | 1    | 1    | 出羽湊   | 3    | 4    | 土州山         | 1    | 0    | 十三錦 | 4    | 0    |
| 豊嶋     | 3    | 3    | 番神山   | 1    | 0    | 肥州山         | 3    | 7(1) | 備州山 | 4    | 1    |
| 冨士ヶ嶽 | 0    | 1    | 二瀬川   | 1    | 1    | 前田山         | 1    | 3    | 増位山 | 2    | 2    |
| 松ノ里   | 3    | 0    | 男女ノ川 | 0    | 3    | 陸奥ノ里       | 2    | 2    | 八方山 | 1    | 1    |
| 倭岩     | 2(1) | 0    | 大和錦   | 2    | 3    | 龍王山(竜王山) | 0    | 1    | 両國   | 2    | 0    |
| 若瀬川   | 2    | 2    |          |      |      |                |      |      |        |      |      |

## 枩浦潟を描いた小説
- 名倉光子『虹はつかめなかった』新小説社 1972